# Lühburg
Lühburg è una frazione del comune di Walkendorf nel Meclemburgo-Pomerania Anteriore, in Germania.
Appartiene al circondario di Rostock ed è parte dell'Amt Gnoien.